# Cross over-testet
Cross over-testet är som det dubbla blindprovet vid framställning av läkemedel men här byter man så att de som från början fick ett äldre läkemedel med känd effekt får det nyutvecklade läkemedlet. De som i början fick det nya läkemedlet kommer även de att få byta till det äldre. Detta för att se eventuell ändrad effekt på det nya.